# Farendløse Sogn
Farendløse Sogn 
ist eine Kirchspielsgemeinde (dän.: Sogn)
auf der Insel Sjælland im südlichen Dänemark.
Bis 1970 gehörte sie zur Harde Ringsted Herred im damaligen Sorø Amt, danach zur Ringsted Kommune im Vestsjællands Amt, die im Zuge der  Kommunalreform zum 1. Januar 2007 Teil der Region Sjælland geworden ist.
Im Kirchspiel leben 567 Einwohner, davon 348 im Kirchdorf (Stand: 1. Januar 2023).
Im Kirchspiel liegt die Kirche „Farendløse Kirke“.
Nachbargemeinden sind im Norden Nordrupøster Sogn, im Südosten Ørslev Sogn, im Südwesten Sneslev Sogn und im Nordwesten Ringsted Sogn.